# Prophryxus alascensis
Prophryxus alascensis är en kräftdjursart som beskrevs av Richardson 1909. Prophryxus alascensis ingår i släktet Prophryxus och familjen Dajidae.
Artens utbredningsområde är British Columbia. Inga underarter finns listade i Catalogue of Life.